# Cámara de Comercio de Málaga
La Cámara de Comercio de Málaga es un organismo público, independiente de la Administración Estatal que colabora con las distintas Administraciones Públicas.
La misión de la Cámara Oficial de Comercio, Industria, Servicios y Navegación de la provincia Málaga es prestar servicios, representar, y defender los intereses de las empresas que desarrollen su actividad en el ámbito comercial, industrial y marítima.
Colaborar con las empresas de la zona territorial de su influencia es uno de los principales fines de la Cámara de Comercio de Málaga. Para este fin ofrece diversos servicios con el ánimo de estimular el crecimiento, la exportación e innovación en las empresas. La Cámara tiene un papel activo en prestar servicios a los emprendedores mediante su asesoramiento en la creación de nuevas empresas a través del Vivero de empresas.
Fomentar el empleo es otra de las funciones de La Cámara de Comercio de Málaga y colabora en este ámbito con una bolsa de empleo en el que tanto empresarios y demandantes de empleo insertan sus ofertas de trabajo.
En formación, cuenta con la Escuela de Negocios, donde se imparte formación especializada con la gestión empresarial.

## Datos histórico
La fecha de creación de La Cámara oficial de Comercio, industria y navegación data de 1886, cuenta, por tanto, con más de 125 años de historia apoyando y promoviendo los intereses de las actividades económicas de la provincia y de sus ciudadanos. 
El inicio de actividad de la Cámara, por tanto, se remonta a los siglos XIX y XX, tiempos en los que los comerciantes y empresarios de la provincia de Málaga crearon el organismo gracias al Real Decreto de 9 de abril de 1886. 
Málaga, históricamente, posee una importante tradición mercantil influida por su posición geográfica en el Mediterráneo Occidental. La existencia del puerto hacía posible la exportación de los productos agrícolas de la comarca y de Andalucía en general, generando una dinámica actividad portuaria.
Por este motivo la ciudad de Málaga ha tenido una importante actividad comercial y empresarial, y con la constitución del Cámara de Comercio los empresarios y comerciantes encontraron el momento adecuado para fundar la institución nombrando primer presidente a Tomás Heredia Livermore. Desde sus inicios la Cámara estuvo enfocada en  aportar servicios que contribuyan a la actividad económica.

## Ubicación
La sede de la Cámara estuvo situada en sus orígenes en La calle Bolsa, 1, hasta el año 1991. Actualmente se encuentra el Palacio de Villalcázar, en la malagueña calle Cortina del Muelle. El inmueble donde se encuentran las instalaciones oficiales fue construido en el siglo XVIII por los condes de Villacázar y se caracteriza por el estilo arquitectónico civil malagueño.
La construcción se divide en tres plantas y conserva la estructura arquitectónica original en estancias como el patio, la escalera y la fachada del edificio.

## Ámbito de actuación y financiación
Actualmente, la Cámara de Málaga, como corporación de derecho público, tiene su ámbito de actuación en la consultoría, siendo una institución de referencia en la sociedad y actividad económica de la provincia.
La financiación viene determinada por la prestación de servicios, elaboración de programas de desarrollo y formación dirigidos a empresas, profesionales, emprendedores y/o desempleados.
Entre sus principales funciones destacan:
- Apoyo y asesoramiento en la promoción exterior e internacionalización de las empresas.
- Formación en gestión empresarial en varios niveles y distintos sectores. Las Cámara de Comercio son la primera institución no oficial, después de las Administraciones públicas, que más medios destina a la formación empresarial y profesional.
- Prestar asistencia y apoyo para la creación de nuevas empresas y fortalecimiento de los proyectos empresariales ya existentes.
- Información empresarial, actualización y nuevas tecnologías.
- Contribuir a crear un entorno socioeconómico favorable que permita al tejido empresarial de la comarca malagueña el desarrollo de iniciativas empresariales que promuevan la creación de empleo y/o autoempleo.

## Estructura organizativa y departamentos
Los artículos 9 al 15 de la Ley 4/2014 de 1 de abril, Básica de las Cámaras Oficiales de Comercio, Industria, Servicios y Navegación, la Ley 10/2001, de 11 de octubre, de Cámaras Oficiales de Comercio, Industria y Navegación de Andalucía, y su Reglamento de Régimen Interior regulan la organización de la Cámara de Comercio de Málaga. Ésta se estructura en los siguientes órganos y departamentos:

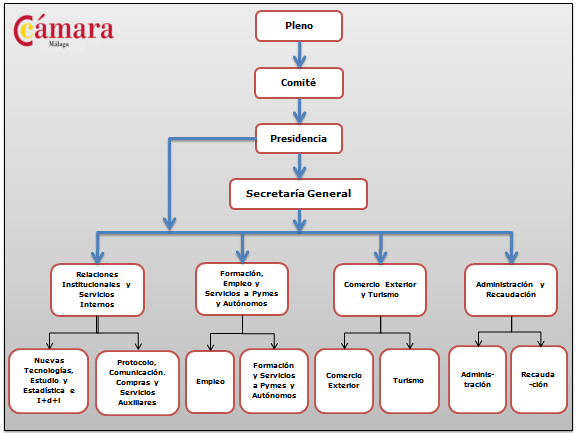

### Pleno
El pleno es el órgano superior de la Cámara y representa a la institución. Está formado por 47 miembros y su mandato no puede durar más de cuatro años. Los vocales que forman el Pleno deben pertenecer a los siguientes grupos:
- Representantes de las empresas que pertenezcan a la zona territorial de la Cámara.
- Representantes propuestos por asociaciones empresariales y que posean reconocimiento por su actividad profesional y/o empresarial.
- Representantes de las empresas que más aportan en cada demarcación de la Cámara.

Los vocales son elegidos democráticamente por todas las personas físicas y jurídicas que desempeñan su labor en la zona de actuación de la Cámara.
Las funciones más relevantes del pleno son:
- La adopción de acuerdos con agentes económicos y administración pública.
- Aprobar y modificar los programas de acción de la Cámara.
- Los vocales del Pleno son los encargados de elegir al Presidente de la Cámara, el Comité Ejecutivo y el Secretario General
- También son los responsables de aprobar las plantillas de personal.
- Otra de sus funciones es conceder méritos y distinciones.

### Comité Ejecutivo
El  órgano que desempeña el gobierno es el Comité Ejecutivo. Sus funciones principales son gestionar y administrar, y los cargos que componen este órgano son elegidos cada 4 años, pudiendo ser reelegidos.
Está formado por el Presidente, el primer Vicepresidente, segundo Vicepresidente, el Tesorero y cinco vocales elegidos entre los 47 componentes que forman el Pleno.
Las funciones del Pleno son:
- La gestión económica, dirección y administración de todas las actividades que competen a la Cámara.
- Realizar, dirigir y presentar para su aprobación por el Pleno los Programas y acuerdos de acción de la Cámara.
- Gestionar y proponer al pleno la participación de la cámara en entidades públicas y/o privadas.

### El Presidente
D. Jerónimo Pérez Casero es desde el año 2002 el ocupa el cargo de la presidencia.
En cuanto sus funciones, el presidente ejerce la representación de la entidad a todos los niveles y especialmente a nivel administrativo y judicial. Es el responsable de dirigir el resto de los órganos y velar por el cumplimiento de los acuerdos y programas aprobados.  
El presidente tiene la potestad de la delegación de sus funciones a los vicepresidentes u otros cargos que desempeñen funciones de gestión, como el Gerente o el Secretario General.

### Comisiones
Las comisiones de trabajo son órganos consultivos para el Pleno y del Comité Ejecutivo. Estas comisiones se dividen según el sector de actividad económica. 
Las Comisiones se dividen por sector de actividad como, Formación, Turismo, Comercio Exterior, Economía y Hacienda, Industria e Innovación, Medio Ambiente, Salud, Infraestructuras y desarrollo del Puerto, Empresa Familiar, Centro histórico, Empresario Autónomo Y parques empresariales.

## Funciones y Servicios de la Cámara Málaga
La Cámara de Comercio, Industria, Servicios y Navegación de Málaga ejerce diversas actividades:

### Desarrollo empresarial
La Cámara a través de la fundación INCYDE apoya a los emprendedores que quieran desarrollar un nuevo proyecto empresariales con un equipo multidisciplinar.
Los emprendedores cuentan con el asesoramiento de profesionales sobre gestión empresarial y analizan la viabilidad del mismo. El programa está tuteladp sobre las principales áreas de la empresa como son las finanzas, marketing, nuevas tecnologías, recursos humanos, etc.
También pueden acogerse a estos programas empresarios que hayan lanzado su proyecto empresarial y quieran recibir asesoramiento sobre las acciones para consolidar el proyecto o empresa.
Así mismo los proyectos empresariales cuentan con un servicio de seguimiento desde el inicio de la creación de la empresa hasta su  fortalecimiento. También tienen la posibilidad de demandar servicios de consultoría al equipo multidisciplinar que gestiona el programa.
Las Cámaras de Comercio de Andalucía ofrecen el Proyecto Plan Comercio Joven  dirigido a la  formación de jóvenes menores de 30 años, principalmente desempleados. La finalidad es adquisición de los conocimientos necesarios y habilidades para emprender un desarrollo profesional como comerciantes, potenciando el autoempleo.
El Vivero de empresas es el servicio que presta la Cámara a empresarios que necesitan un espacio donde puedan trabajar en la consolidación de sus actividades empresariales.
También destacan los programas como el PAEM, destinado al apoyo y asesoramiento de mujeres empresarias. Este programa pretende potenciar la transformación digital y el eCommerce entre los comercios de la ciudad Málaga, con el fin de dinamizar el sector.

### Formación y Empleo
La Cámara de Málaga a través de su Escuela de Negocios ofrece programas formativos sobre gestión empresarial orientados a distintos perfiles profesionales.
Los Masters está dirigidos a empresarios, emprendedores, profesionales y gerentes de empresas. 
La oferta formativa también contiene programas de experto con distintas temáticas como finanzas, marketing digital o comercio internacional.
Los programas de idiomas, especialmente para aprender inglés, se ofrecen en distintos niveles de aprendizaje. También se organizan programas orientados a los negocios como la especialidad Business English.
En cuanto al empleo, la cámara ofrece el servicio de Agencia de colocación donde se anuncian las distintas ofertas de empleo y donde los demandantes de trabajo pueden postular hacia el puesto de trabajo.
El plan de formación dual agrupa la formación académica con las prácticas en una empresa. La finalidad es ofrecer a las empresas trabajadores cualificados y formados según las necesidades de la empresa, y por otro lado el trabajador se forma, especializados en un entorno real empresarial.

### Comercio Exterior
Con el fin de promocionar y apoyar las iniciativas de internacionalización de las empresas andaluzas, la cámara realiza distintas acciones para este fin.
Destacan las siguientes acciones:
- Plan Internacional de promoción: cuenta con la cofinanciación del Fondo Europeo de Desarrollo Regional FEDER. Las acciones son Misiones comerciales en distintos países como China, Japón, India, Canadá etc., visitas a feria Internacionales, organización de visitas comerciales de empresas extranjeras en Málaga etc.
- Programa Xpande, cuyo objetivo es la asistencia y asesoramiento en el proceso de expansión internacional de las empresas. El programa cuenta con dos fases. La primera fase la empresa recibe asesoramiento sobre viabilidad, selección de mercados, análisis de la competencia y posicionamiento de la empresa, diseño de estrategias de comunicación y marketing, y creación del plan de negocio incluyendo el plan económico- financiero. La segunda fase se concentra en un programa de ayudas económicas para sufragar los gastos generados en la promoción exterior de las empresas.

### Turismo
El turismo es un importante sector en la provincia de Málaga por las características climatológicas de sol y playa de la zona. Málaga ciudad recibe alrededor de 130.000 visitantes al año. En el 2016 batió el récord de visitas alcanzando la cifra de 133.799 turistas. 
El Aeropuerto de Málaga se sitúa en tercera posición en recibir pasajeros a nivel peninsular y en cuarta posición después de Madrid, Barcelona y Palma de Mallorca. 
Por este motivo la Cámara desde el área de turismo desarrolla seminarios dirigidos a las empresas del sector. Los temas tratados, y de interés para las empresas dedicadas a la actividad turística, tienen el objetivo de contribuir al aumento de la competitividad. También se pretende generar oportunidades para llevar a cabo acciones de promoción exterior.
Los programas más específicos sobre competitividad están enfocados al impulso de las PYMES hacia la inversión en I+D para que desarrollen iniciativas que impulse el desarrollo del sector en un entorno competitivo a través de  la innovación y de la utilización de las TIC para contribuir al incremento de la productividad. Así como divulgar las tendencias en el sector y la capacitación para detectar nuevas necesidades y promover las herramientas adecuadas para la satisfacción de éstas.
La Cámara pone a disposición de las empresas y gerentes numerosos informes del sector, así como la información necesaria para el trámite de los documentos que la empresa necesite para la ejecución de su actividad en mercados internacionales.
El área de turismo de la Cámara de Comercio gestiona el proceso tramitación y de adhesión de las empresas del sector turístico a la Q de calidad Turística.  La Q de calidad Turística es la marca nacional que identifica la calidad en el sector del turismo a nivel nacional.